# Théorie des ensembles de Zermelo
 (juillet 2017).
La théorie des ensembles de Zermelo, est la théorie des ensembles introduite en 1908 par Ernst Zermelo dans un article fondateur de l'axiomatisation de la théorie des ensembles moderne, mais aussi une présentation moderne de celle-ci, où les axiomes sont repris dans le langage de la logique du premier ordre, et où l'axiome de l'infini est modifié pour permettre la construction des entiers naturels de von Neumann.

## Axiomes de la théorie des ensembles, dans l'article de Zermelo
Cette section présente les axiomes originaux de l'article de Zermelo paru en 1908, numérotés comme dans cet article.
Les axiomes de Zermelo sont exprimés pour un domaine 𝔅 (en allemand : Bereich ) qui est une collection de « choses » appelées objets ; certains de ces objets, mais pas nécessairement tous, sont appelés ensembles  (les versions ultérieures de la théorie des ensembles partent le plus souvent du principe que tous les objets sont des ensembles). Zermelo introduit une relation d'appartenance, qu'il note par la lettre epsilon :  a ε b  ; cette relation  se lit : a est élément de b, ou b contient a comme élément ; Zermelo écrit a = b pour signifier que a et b désignent le même objet du domaine. À une seule exception près (l'ensemble vide de l'axiome II ci-dessous), un objet b du domaine 𝔅 est appelé ensemble quand et seulement quand il contient au moins un objet a comme élément, c'est-à-dire quand il existe un objet a du domaine tel que a ε b. Un ensemble M est appelé sous-ensemble d'un ensemble N quand tous les éléments de M sont aussi éléments de N.
Voici la liste des sept axiomes que le domaine 𝔅 doit satisfaire. On a respecté dans la mesure du possible les notations de l'article de Zermelo en 1908.
- Axiome I. Axiome d'extensionnalité (Axiom der Bestimmtheit) « Si chaque élément d'un ensemble M est aussi élément de N, et réciproquement, alors M = N. En bref : chaque ensemble est déterminé par ses éléments. »
- Axiome II. Axiome des ensembles élémentaires (Axiom der Elementarmengen) « Il existe un ensemble (exceptionnel) qui ne contient aucun élément, il est appelé ensemble vide (Nullmenge) et noté[4] 0. Si a est un objet quelconque du domaine, il existe un ensemble {a} contenant a et seulement a en tant qu'élément. Si a et b sont deux objets quelconques du domaine, il existe toujours un ensemble {a, b} contenant les éléments a et b, mais aucun objet x distinct de a et de b » (Voir Axiome de la paire).
- Axiome III. Axiome de séparation (ou axiome de compréhension, Axiom der Aussonderung) « Chaque fois que la fonction propositionnelle 𝔈(x) est définie pour tous les éléments d'un ensemble M, l'ensemble M possède un sous-ensemble M𝔈  contenant comme éléments précisément tous les éléments x de M pour lesquels 𝔈(x) est vrai. »
- Axiome IV. Axiome de l'ensemble des parties (Axiom der Potenzmenge) « À chaque ensemble T correspond un deuxième ensemble 𝔘T, l'ensemble des parties de l'ensemble T, dont les éléments sont précisément tous les sous-ensembles de T. »
- Axiome V. Axiome de la réunion (Axiom der Vereinigung) « Pour chaque ensemble T, il existe un ensemble 𝔖T, appelé réunion de T, qui contient comme éléments tous les éléments des éléments de T, et seulement ceux-ci. »
- Axiome VI. Axiome du choix (Axiom der Auswahl) « Si T est un ensemble dont les éléments sont des ensembles qui sont différents de 0 et mutuellement disjoints, alors sa réunion 𝔖T comprend au moins un sous-ensemble S1 ayant un et un seul élément en commun avec chaque élément de T. »
- Axiome VII. Axiome de l'infini (Axiom des Unendlichen) « Il existe dans le domaine au moins un ensemble Z qui contient l'ensemble vide comme élément et qui a la propriété qu'à chacun de ses éléments a correspond un élément supplémentaire de la forme {a}. En d'autres termes, avec chacun de ses éléments a, l'ensemble Z contient également comme élément l'ensemble {a} correspondant. »

Entre les axiomes, Zermelo tire les premières conséquences : il existe un « plus petit » ensemble Z0 qui vérifie les propriétés énoncées dans l'axiome VII de l'infini, au sens que Z0 est sous-ensemble de tout ensemble Z qui satisfait l'axiome VII ; cet ensemble Z0 jouera le rôle de l'ensemble des entiers naturels ; dans ce point de vue, l'entier 0 est l'ensemble vide 0, l'entier 1 est le singleton {0}, et plus généralement le successeur de l'entier représenté par un ensemble n est l'ensemble singleton {n} ; par exemple, l'entier 3 est représenté par l'ensemble {{{0}}}, ensemble dont le seul élément est l'ensemble {{0}} qui représente l'entier 2.
Autre conséquence directe des axiomes : si M et N sont deux ensembles, l'axiome de la réunion appliqué à l'ensemble paire {M, N} produit la réunion habituelle M ∪ N de ces deux ensembles. Dans les travaux plus récents, on a préféré définir le successeur de l'entier n (qui est déjà un ensemble) comme étant la réunion n ∪ {n} de l'ensemble n et du singleton {n} ; l'axiome de l'infini est alors modifié en conséquence.

## L'axiome de séparation
Dans l'introduction de son article, Zermelo écrit que l'existence même de la discipline de la théorie des ensembles « semble être menacée par certaines contradictions ou antinomies, qui peuvent être dérivées à partir de ses principes – principes qui régissent nécessairement notre façon de penser, il semble – et auxquelles aucune solution pleinement satisfaisante n'a encore été trouvée ». Zermelo fait bien sûr référence au paradoxe de Russell. On ne peut plus s'en tenir à la définition d'origine de Cantor.
Zermelo veut montrer comment la théorie originelle de Georg Cantor et Richard Dedekind peut être réduite à quelques définitions et aux sept principes ou axiomes. Il signale qu'il n'a pas été en mesure de prouver que les axiomes sont cohérents les uns avec les autres, c'est-à-dire qu'ils n'entraînent pas une contradiction du type 0=1, en d'autres termes que son système d'axiomes est non-contradictoire. Zermelo explique que l'axiome III de son système permet l'élimination des antinomies :
« à l'aide de cet axiome, on n'aura jamais d'ensembles définis indépendamment, mais ils seront au contraire obtenus comme sous-ensembles formés d'éléments triés [ausgesondert : triés, séparés] dans des ensembles déjà construits. De cette façon, on éliminera les notions contradictoires comme l'ensemble de tous les ensembles ou l'ensemble de tous les nombres ordinaux. »
Zermelo se débarrasse du paradoxe de Russell par le biais du théorème suivant : « Tout ensemble {\displaystyle M} possède au moins un sous-ensemble {\displaystyle M_{0}} qui n'est pas un élément de {\displaystyle M} ».
En notation actuelle, soit {\displaystyle M_{0}=\{x\in M|x\notin x\}} le sous-ensemble de {\displaystyle M} qui est "séparé" par la propriété {\displaystyle x\notin x} (c'est-à-dire défini comme sous-ensemble de {\displaystyle M} par l'axiome III). L'ensemble {\displaystyle M_{0}} ne peut pas être élément de {\displaystyle M_{0}}, sinon {\displaystyle M_{0}} contiendrait un élément {\displaystyle x} tel que {\displaystyle x\in x}, à savoir {\displaystyle M_{0}} lui-même, ce qui est absurde d'après la définition de {\displaystyle M_{0}} qui implique qu'aucun de ses éléments {\displaystyle x} n'ait cette propriété.
On voit ensuite que {\displaystyle M_{0}} ne peut pas être élément de {\displaystyle M} : sinon, puisqu'on a vu que {\displaystyle M_{0}\notin M_{0}}, l'ensemble {\displaystyle M_{0}} serait un élément {\displaystyle x} de {\displaystyle M} qui remplirait la condition {\displaystyle x\notin x}, on aurait donc {\displaystyle M_{0}\in M_{0}} ce qui est une contradiction.
Par conséquent, {\displaystyle M_{0}} ne peut pas être élément de {\displaystyle M}, ce qui prouve le théorème.
Il en résulte que tous les objets du domaine universel B ne peuvent être éléments d'un seul et même ensemble : le domaine B lui-même n'est pas un ensemble. Le domaine B est d'une autre nature mathématique, qui renvoie à la notion de classe.

## Théorème de Cantor
L'article de Zermelo présente sous le nom de théorème de Cantor (Satz von Cantor) un résultat de ce dernier, dont c'est peut-être la première mention sous ce nom. Zermelo définit « M est de cardinalité plus faible que N », au sens strictement plus faible, noté  M < N, c'est-à-dire : l'ensemble M est équipotent (äquivalent) à un sous-ensemble de N, mais N ne l'est pas à un sous-ensemble de M ; c'est essentiellement la définition de la subpotence stricte (il existe une injection de M dans N mais pas d'injection de N dans M). On note ici par P(M), comme on le fait de nos jours, l'ensemble des parties de l'ensemble M, ensemble fourni par l'axiome IV.
« Théorème de Cantor : Si M est un ensemble quelconque, alors on a toujours M < P(M). Tout ensemble est de plus faible cardinalité que l'ensemble de ses sous-ensembles ».
Zermelo remarque d'abord que M est équipotent à l'ensemble des singletons formés sur ses éléments. Il montre ensuite que P(M) ne peut être équipotent à un sous-ensemble M0 de M (c'est-à-dire qu'il n'existe pas d'injection de P(M) dans M). Zermelo le montre directement, mais c'est aussi une conséquence de ce qu'il n'existe pas de surjection de  P(M) dans M (voir théorème de Cantor). La démonstration est essentiellement la même.

## Évolution de la théorie axiomatique des ensembles
Le texte de Zermelo en 1908 ne propose pas d'ensemble, objet du domaine 𝔅, qui traduise la notion de paire ordonnée (a, b). La paire ordonnée (ou couple) peut servir à représenter une fonction f par l'intermédiaire de son graphe, formé des paires ordonnées de la forme (a, f(a)). La paire ordonnée apparaît en tant qu'ensemble chez Hausdorff en 1914, ce qui permet d'englober la notion de fonction dans celle d'ensemble, en assimilant fonction et graphe de fonction.
En 1922, Abraham Fraenkel affirme que la théorie de Zermelo présente des lacunes, qu'elle ne permet pas de définir certains ensembles dont l'existence serait naturelle. Il propose un nouvel axiome, l'axiome de remplacement (Ersetzungsaxiom) dont l'esprit est le suivant : si une correspondance F est bien définie sur le domaine 𝔅 et associe à chaque objet du domaine un autre objet uniquement déterminé, alors pour tout ensemble a il existe un nouvel ensemble b dont les éléments d sont précisément les images d = F(c) des éléments c de a par la correspondance F. La même année, Thoralf Skolem en vient à des conclusions analogues ; de plus, Skolem précise clairement dans son article la notion de proposition bien définie restée encore vague chez Zermelo, dans l'énoncé de l'axiome III de « séparation ».
Dès 1923, von Neumann propose une nouvelle conception pour les nombres ordinaux de Cantor, que ce dernier avait définis à partir de l'abstraction du type d'ordre des ensembles bien ordonnés. Von Neumann envisage les ordinaux comme des ensembles spécifiques introduits grâce aux axiomes de la théorie des ensembles. Il commence avec l'ensemble vide 0, puis le singleton {0} pour l'ordinal 1, suivi de la paire {0,{0}} pour 2 : ainsi l'ordinal 2 contient 0 et 1 comme éléments ; après chaque ordinal n (qui est un ensemble) vient son successeur, défini comme étant la réunion n ∪ {n}. Sans aller plus loin dans la description, on peut ajouter que l'ordinal ω est le plus petit ordinal qui contient tous les ordinaux finis, c'est le premier ordinal infini, qui est suivi de ω+1 = ω ∪ {ω}, etc… Von Neumann développe par la suite, en utilisant l'axiome de remplacement, la puissante méthode de définition d'ensembles par induction ordinale, méthode qui tient toujours une bonne place dans les livres actuels de théorie des ensembles.
En 1930, Zermelo propose un nouveau système d'axiomes qu'il désigne par ZF, en référence à lui-même et Fraenkel. Ce système contient l'axiome de remplacement et l'axiome de fondation. Cependant, Zermelo ne se restreint pas au cadre de la logique du premier ordre, contrairement à Skolem . Comme en 1908, Zermelo permet l'existence d'Urelements, des objets du domaine qui ne sont pas des ensembles et ne contiennent pas d'éléments ; ces objets sont maintenant habituellement omis des théories des ensembles.
Le système d'axiomes GB (ou BG), pour Gödel et Bernays, apparu avant 1940, est une extension de ZF. Le langage de GB comporte des variables d'ensemble et des variables de classe (on peut penser que les variables de classe représentent certaines familles d'ensembles) ; cependant, les énoncés qui ne concernent que les ensembles et qui peuvent être démontrés dans GB peuvent aussi être démontrés dans ZF.
En 1966, le livre de Paul Cohen consacré à la preuve de l'indépendance de l'hypothèse du continu présente la théorie ZF comme on le fait aujourd'hui.

## Présentation moderne de la théorie des ensembles de Zermelo
La version moderne de la théorie des ensembles de Zermelo comprend les axiomes suivants :
- axiome d'extensionnalité ;
- axiome de la paire ;
- axiome de la réunion ;
- axiome de l'ensemble des parties ;
- axiome de compréhension (ou de séparation) ;
- axiome de l'infini[27].

L'axiome du choix n'en fait pas partie. Cependant, comme il est très difficile de faire des mathématiques sans une forme minimale de choix, on ajoute souvent une forme dénombrable de choix, l'axiome du choix dépendant.
L'axiome de compréhension peut être énoncé comme en 1908, mais la formation de la « fonction propositionnelle » P(x) qu'il renferme est maintenant ainsi précisée : l'énoncé de P est constitué à partir de variables x, y,…, à partir des énoncés « atomiques » x ∈ y et x = y, des connecteurs logiques « ou », « non » et des quantificateurs ∃ et ∀ ; si un domaine 𝔅 (on dit plutôt aujourd'hui un univers) est un modèle pour le système d'axiomes, les variables x, y,… de l'énoncé ne seront remplacées dans l'application des axiomes que par des éléments a, b,… du domaine (à l'exclusion de parties du domaine). La présence de la « propriété » P(x), qui peut prendre une infinité de formes, fait que l'axiome de compréhension n'est pas à proprement parler un unique axiome, mais un schéma d'axiomes.
La théorie des ensembles la plus largement utilisée et acceptée aujourd'hui est connue sous le nom de ZF, c'est la théorie des ensembles de Zermelo–Fraenkel ; on lui ajoute le plus souvent l'axiome du choix, pour obtenir le système noté ZF+AC ou ZFC. Dans la théorie ZF, on n'a plus besoin d'axiome pour l'existence des ensembles élémentaires, qui découle des autres axiomes, et l'axiome de l'infini de Zermelo (axiome VII) y est modifié comme suit : il existe un ensemble Z qui contient 0, et qui avec chacun de ses éléments a contient également l'ensemble a ∪ {a}. Les ordinaux de ZF sont les ordinaux de von Neumann ; on peut énoncer l'axiome de l'infini sous la forme : il existe un ordinal non fini.
La nouveauté essentielle du système de Zermelo–Fraenkel, comparé au système de Zermelo, consiste en l'introduction de l'axiome de remplacement (en réalité, un schéma d'axiome), plus puissant que l'axiome de séparation de Zermelo (axiome III, qui peut donc être omis dans ZF). Une conséquence mineure de l'axiome de remplacement est l'existence des « ensembles élémentaires » de Zermelo, mais il permet surtout le développement de la théorie des ordinaux et les définitions par induction sur la collection des ordinaux. L'axiome de régularité (ou axiome de fondation) et l'axiome de remplacement ont été introduits après les travaux de Thoralf Skolem et d'Abraham Fraenkel en 1922. L'axiome de fondation implique en particulier qu'on n'ait jamais x ∈ x. Comme l'axiome du choix, l'axiome de fondation n'est pas en général inclus dans ZF, on parle de ZF+AF quand on l'inclut.
Dans les systèmes modernes Z ou ZF, la fonction propositionnelle désignée dans l'axiome de séparation est interprétée comme « toute propriété définissable par une formule de premier ordre avec des paramètres ». La notion de « formule de premier ordre » n'était pas connue en 1908 quand Zermelo a publié son système d'axiomes, et plus tard, il a rejeté cette interprétation comme trop restrictive. La théorie des ensembles de Zermelo est généralement considérée comme une théorie de premier ordre, elle peut également être considérée comme une théorie de logique du second ordre, où l'axiome de séparation est un seul axiome. L'interprétation de second ordre de la théorie des ensembles de Zermelo est probablement plus proche de la propre conception de Zermelo, et est plus forte que l'interprétation de premier ordre.
Dans la hiérarchie cumulative habituelle Vα de la théorie des ensembles ZFC (où α varie dans la classe des ordinaux), tout ensemble Vα pour α ordinal limite plus grand que le premier ordinal infini ω (comme Vω·2) constitue un modèle de la théorie des ensembles de Zermelo. Donc la cohérence de la théorie des ensembles de Zermelo est un théorème de la théorie des ensembles ZFC. Les axiomes de Zermelo n'impliquent pas l'existence du cardinal ℵω ou de cardinaux infinis plus grands, car le modèle Vω·2 ne contient pas un tel cardinal (les cardinaux doivent être définis différemment dans la théorie des ensembles de Zermelo, car la définition usuelle des cardinaux et des ordinaux n'y fonctionne pas très bien : avec la définition habituelle, il n'est même pas possible de prouver l'existence de l'ordinal ω·2).

## Théorie des ensembles de Mac Lane
La théorie des ensembles de Mac Lane, présentée par Mac Lane 1986, est la théorie des ensembles de Zermelo avec l'axiome de séparation restreint aux formules de premier ordre, dans lesquelles chaque quantificateur est borné. La théorie des ensembles de Mac Lane est similaire en force à la théorie des topos avec un objet nombre naturel, ou avec le système des Principia mathematica. Elle est assez riche pour couvrir les besoins de presque toutes les mathématiques ordinaires, celles qui ne sont pas directement liées à la théorie des ensembles ou à la logique.

## Consistance relative des axiomes de Zermelo
Zermelo et Fraenkel se sont posé la question de la non-contradiction de leurs systèmes d'axiomes respectifs. Le second théorème d'incomplétude de Gödel vient éclairer cette question en 1931 : il est impossible de prouver la non-contradiction du système d'axiomes de Zermelo en n'utilisant que les axiomes de Zermelo, et de même pour le système ZF ; il reste la possibilité d'une preuve de cohérence relative : en partant des axiomes (plus forts) de ZFC, prouver la non-contradiction des axiomes de Zermelo.
Un argument valide dans le cadre de la théorie des ensembles de Zermelo–Fraenkel procède comme suit. On définit un ensemble  Vα, pour α variant parmi les ordinaux 0, 1, 2,…,ω, ω+1, ω+2,…, ω·2, de la façon suivante :
- V0 est l'ensemble vide ;
- pour α ordinal successeur de la forme β+1, Vα est la collection de tous les sous-ensembles de Vβ, c'est-à-dire que Vα = 𝔘Vβ ;
- pour α ordinal limite (par exemple, ω, ω·2), alors Vα est défini comme la réunion des Vβ pour β < α.

Alors les axiomes de la théorie des ensembles de Zermelo sont vrais dans le modèle Vω·2. Alors qu'un non-constructiviste pourrait considérer cela comme un argument valable, un constructiviste ne le ferait probablement pas : bien qu'il n'y ait pas de problèmes avec la construction des ensembles jusqu'à Vω, la construction de Vω+1 est moins évidente, car on ne peut pas définir de manière constructive chaque sous-ensemble de Vω.